# Plectrophenax hyperboreus
El escribano de McKay (Plectrophenax hyperboreus), es una especie de ave paseriforme de la familia Calcariidae. Se reproduce en dos islas del mar de Bering, San Mateo y Hall y migra durante el invierno a la costa occidental de Alaska. La población de la especie se estima en menos de 6000 individuos. Aunque bajo ninguna amenaza inmediata, es susceptible a la devastación por cualquier especie introducida como ratas, comadrejas o zorros. El nombre común de esta ave honra al naturalista estadounidense Charles McKay.